# Dronten
Dronten és un municipi de la província de Flevoland, al centre dels Països Baixos. L'1 de gener del 2009 tenia 39.303 habitants repartits sobre una superfície de 423,86 km² (dels quals 89,74 km² corresponen a aigua).

## Centres de població
- Biddinghuizen
- Dronten
- Swifterbant

## Història
Els plànols del municipi de Dronten es van fer ena la primera meitat de la dècada de 1950 i es van donar a conèixer el 1958. La ciutat es va fundar el 1960. Des del principi hi va haver una discussió de si Dronten es convertiria en un poble o un municipi. Els primers plans de poblament suposaven una població de 15.000 habitants, mentre que els plans posteriors preveien un creixement fins a 30.000 habitants. Els primers plànols del municipi assumien deu aldees petites situades al voltant de la ciutat central (en aquest cas Dronten). El nombre de llogarets es va reduir a causa de l'augment del trànsit i l'experiència adquirida en el desenvolupament de Noordoostpolder, municipi similar ja construït. Finalment es va decidir que caldria construir dos petits pobles (Biddinghuizen i Swifterbant) i un més gran de la ciutat (Dronten).
L'1 de gener de 1972 Dronten va rebre el seu nom oficial

## Administració
El consistori actual, després de les eleccions municipals de 2007, és dirigit per A. B. L. De Jonge. El consistori consta de 25 membres, compost per:
- Crida Demòcrata Cristiana, (CDA) 7 escons
- Partit del Treball, (PvdA) 5 escons
- Partit Popular per la Llibertat i la Democràcia, (VVD) 4 escons
- SP, 3 escons
- ChristenUnie,3 escons
- Leefbaar Dronten, 2 escons
- GroenLinks, 1 escó